# Pieces
 (août 2025).
- Si vous ne connaissez pas le sujet, laissez ce bandeau (vous pouvez alors contacter les auteurs).
- Si vous supprimez le contenu mis en cause (vous pouvez préalablement contacter les auteurs),

argumentez précisément cette suppression dans la page de discussion
(un manque de référence n'est pas un argument ; une recherche réelle de référence doit avoir été effectuée, être formellement documentée).
 (août 2025).
Motif : Notoriété de ce disque ?
- Archive Wikiwix
- Bing
- Cairn
- DuckDuckGo
- E. Universalis
- Gallica
- Google
- G. Books
- G. News
- G. Scholar
- Persée
- Qwant
- (zh) Baidu
- (ru) Yandex
- (wd) trouver des œuvres sur Wikidata

| 1. | Préciser le motif de la pose du bandeau. | Précisez le motif de la pose du bandeau en utilisant la syntaxe suivante : {{admissibilité à vérifier\|date=août 2025\|motif=remplacez ce texte par le motif}}              |
| 2. | Informer les utilisateurs concernés.     | Pensez à avertir le créateur de l'article, par exemple, en insérant le code ci-dessous sur sa page de discussion : {{subst:avertissement admissibilité à vérifier\|Pieces}} |

Singles de Sum 41
We're All To Blame
(2004) Some Say
(2005)
Pistes de Chuck
Welcome To Hell There's No Solution
Pieces est un single extrait de l'album Chuck du groupe de punk rock canadien Sum 41. Il s'agit de la neuvième piste de l'album.

## Clip vidéo
La vidéo montre Deryck Whibley chanter alors qu'il marche dans une rue déserte. Des camions avec une vitre sur le flanc passent derrière lui, montrant les autres membres du groupe à l'intérieur. Ces camions ont des étiquettes où il est inscrit « des vacances parfaites », « la nuit parfaite », « la famille parfaite », et « le corps parfait ». En fin de compte, il y a un camion avec Deryck assis seul dans une pièce faiblement meublée, étiqueté « la vie parfaite » (« The perfect life » en anglais). On voit sur la dernière scène que  le "f" est tombé, ce qui lui laisse « le mensonge parfait » (« the perfect lie » en anglais)
Dans une interview avec Fuse, Deryck a noté que le F tombé du camion n'était pas prévu. Cependant, comme il s'inscrit dans le thème de la vidéo, ils l'ont utilisé.